# Eric Lichaj
Eric Joseph Bradley Lichaj (ur. 17 listopada 1988 w Downers Grove) – amerykański piłkarz polskiego pochodzenia występujący na pozycji obrońcy w angielskim klubie Hull City A.F.C. oraz w reprezentacji Stanów Zjednoczonych.

## Kariera klubowa
Eric Lichaj urodził się w Stanach Zjednoczonych. Jest synem Stanisława Lichaja pochodzącego z Maniów, który jako junior występował w klubie Lubań Maniowy, matka Anna pochodzi z Czarnego Dunajca. Eric jako junior grał w klubach Downers Grove Roadrunners oraz Chicago Magic. W 2006 roku został graczem drużyny North Carolina Tar Heels z uczelni University of North Carolina at Chapel Hill.
W 2007 roku trafił do angielskiej Aston Villi. W 2009 roku, od października do grudnia przebywał na wypożyczeniu w Lincoln City z League Two. Od marca 2010 roku do maja 2010 roku grał na wypożyczeniu w Leyton Orient występującym w League One. W barwach Aston Villi w Premier League zadebiutował 10 listopada 2010 roku w wygranym 3:2 pojedynku z Blackpool. W lutym 2011 roku został wypożyczony do Leeds United z Championship. W 2013 roku po wygaśnięciu kontraktu z Aston Villą, podpisał kontrakt z Nottingham Forest.

## Kariera reprezentacyjna
Lichaj jest byłym reprezentantem Stanów Zjednoczonych U-17 oraz U-20. Wraz z kadrą U-20 w 2007 roku wziął udział w Mistrzostwach Świata U-20, które zespół USA zakończył na ćwierćfinale.
W pierwszej reprezentacji Stanów Zjednoczonych Lichaj zadebiutował 13 października 2010 roku w zremisowanym 0:0 towarzyskim meczu z Kolumbią.